# 힐데브란트관박쥐
힐데브란트관박쥐(Rhinolophus hildebrandtii)는 관박쥐과에 속하는 박쥐의 일종이다. 아프리카에서 발견된다. 자연 서식지는 건조 사바나 지역과 습윤 사바나, 동굴, 지하(동굴 외)이다.

## 특징
보통 크기의 박쥐로 전체 몸길이가 101~143mm이고 전완장이 60~67mm, 꼬리 길이 28~49mm이다. 발 길이는 12~16mm이고 귀 길이는 26~36mm, 몸무게는 최대 34.9g이다. 털이 길고 무성하며 부드럽다. 등 쪽은 회색부터 회색빛 갈색까지 다양하고 배 쪽은 약간 밝은 색을 띤다. 귀는 길다. 잎코는 길고 삼각형 모양의 피침형이다. 핵형은 2n=58, FNa=62이다.

## 생태
동굴과 바위 틈, 바위 사이의 구멍, 폐광, 땅돼지와 땅늑대가 사용한 후 버려진 구멍 속, 큰 나무 구멍 속, 헛간과 건물 지붕 아래에 한 마리 또는 최대 50마리까지 작은 무리를 지어 은신한다. 장소는 아주 어둡거나 약간 밝을 수 있다. 보통 동굴 벽에 발로 붙잡을 수 있고 거의 접촉하지 않는다. 21~24° C의 외부 온도에서 낮에는 무기력 상태에 빠진다. 밤에는 땅 위 약 2~4미터의 수풀 속에 숨는다. 딱정벌레와 같은 곤충과 땅 근처에서 포획할 수 있는 나방을 먹는다. 7월에 짝짓기를 하고 10월말에 새끼를 낳는다. 3개월 이상 젖을 먹인다. 한 번에 한 마리의 새끼를 낳는다.

## 분포 및 서식지
에티오피아 중부와 남수단 남부, 우간다, 케냐 중서부와 남부, 탄자니아 북동부, 르완다 북부, 콩고 민주 공화국 남부, 잠비아, 말라위, 짐바브웨, 모잠비크 서부와 남부, 남아프리카 공화국 북부에 널리 분포한다. 나이지리아에서 포획되기도 한다. 준건조 삼림 사바나 지역과 강가, 산지림에서 서식한다.